# Bursuc
Bursuc è un comune della Moldavia situato nel distretto di Nisporeni di 1.306 abitanti al censimento del 2004